# Louis Mesnier
Louis Mesnier (* 1884; † 10. Oktober 1921) war ein französischer Fußballspieler. Er zählte zu den nationalen „Stars“ der Zeit vor dem Ersten Weltkrieg.

## Vereinskarriere
Louis Mesnier, ein in der Pariser Region aufgewachsener Flügelstürmer, der seine Karriere als Abwehrspieler begonnen hatte – in den ganz frühen „Spielsystemen“ gab es meist neben dem Torhüter und acht Angreifern lediglich zwei defensive Positionen –, besaß viel Ballgefühl, das ihm präzise Flanken ermöglichte, und zeichnete sich dazu durch seine Schussgewalt aus. Er spielte während 21 Jahren nur für einen einzigen Verein, der zunächst Football Club de Paris und ab 1906 CA Paris hieß, und war außerordentlich vielseitig einsetzbar. Schon beim FC wurde Mesnier auch zum Nationalspieler (siehe unten). Der Klub gehörte zunächst der Union des sociétés françaises de sports athlétiques (USFSA), dem größten der konkurrierenden Fußballverbände, an. Als Meister der Pariser Liga spielte CAP zweimal um die Landesmeisterschaft der USFSA, den Championnat de France, mit; darin scheiterte Mesniers Mannschaft allerdings 1906 (1:4 gegen Racing Roubaix) und 1909 (2:3 gegen Stade Helvétique Marseille) jeweils im Endspiel.
Nachdem CAP 1910 von der USFSA zum kleinen Verband Ligue de Football Association (LFA) gewechselt war, wurde der Klub und mit ihm Louis Mesnier zweimal Verbandsmeister und anschließend auch Gewinner der vom Comité de Football Interfédéral organisierten Trophée de France, der verbandsübergreifenden Meisterschaft. 1911 bezwang die Mannschaft im Endspiel Étoile des Deux Lacs mit 1:0, zwei Jahre später setzte sie sich in der entscheidenden Partie vor rund 3.000 Zuschauern in Bordeaux mit 2:1 gegen die Heimelf von VGA du Médoc durch. Diese Titel gelten seit der Einführung des Professionalismus in Frankreich (1932) allerdings nicht mehr als offizielle Landesmeisterschaften. Des Weiteren gehörte Mesnier der LFA-Landesauswahl an, für die er zahlreiche internationale Freundschaftsspiele bestritt.
Hinsichtlich der Kriegszeit weist die gedruckte Literatur zu Louis Mesnier eine vollständige Lücke auf. Er stand weder 1917 noch 1918 im Auswahlteam der LFA, das anstelle von Vereinsmannschaften jeweils die Trophée de France gewann, und auch nicht in der CFI-Nationalelf – der Comité Français Interfédéral war bis zur Gründung der FFFA die Dachorganisation der französischen Einzelverbände – bei deren (inoffiziellen) Länderspielen von 1915 bis 1919. Altersmäßig ist anzunehmen, dass er, wie so viele andere, in der Armee diente; dies ist aber ebenso bloß eine plausible Vermutung wie die Konstruktion eines Zusammenhangs zwischen kriegsbedingter Verletzung und seinem sehr frühen, überraschenden Tod. Dazwischen gelangte der Spieler aber wieder in die sportlichen Schlagzeilen, als er im französischen Pokal reüssierte. 1918/19 schied er mit CA Paris noch im Viertelfinale aus (1:2 gegen Olympique Paris), aber ein Jahr darauf gewann er sogar seinen einzigen offiziellen Titel: Der 35-jährige „Veteran“ stand wie zu Karrierebeginn wieder auf der linken Abwehrseite, als seine Elf in der Saison 1919/20 nach vorangehenden Erfolgen u. a. gegen den Lokalrivalen Red Star AC und VGA Médoc Bordeaux durch einen 2:1-Finalsieg über Le Havre AC die Coupe de France gewinnen konnte. Knapp anderthalb Jahre später endete das Leben von Louis Mesnier.

### Stationen
- FC Paris (1900–1906)
- Cercle Athlétique Paris (1906–1920 oder 1921)

## In der Nationalmannschaft
Zwischen Mai 1904 und Januar 1913 hat Louis Mesnier 14 Länderspiele für Frankreich bestritten und darin sechs Treffer erzielt; in vier dieser Begegnungen des Jahres 1911 war er auch Mannschaftsführer. Sein Nationalmannschaftsdebüt am 1. Mai 1904 gegen Belgien (3:3) war zugleich das erste offizielle französische Länderspiel, so dass er zu den frühesten elf Internationalen des Landes zählt. In der 12. Spielminute − exakt um 17.07 Uhr − schoss Mesnier den Treffer zum 1:1-Ausgleich. Dieses erste Tor in der Geschichte der Équipe tricolore charakterisierte L’Équipe-Vorgänger L’Auto am Tag danach als „einen seiner typischen krachenden Schüsse“. Dabei hatte er von seinem Arbeitgeber für dieses Spiel nicht frei bekommen, war aber trotzdem am Samstag spät abends in den Zug nach Brüssel gestiegen. Deshalb nannte L’Auto ihn in seiner Berichterstattung vorsichtshalber „Didi“ (und Fernand Canelle, der das gleiche Problem hatte, „Fernand“).
Beide gehörten auch schon vorher bei deren „Ur-Länderspielen“ zur Nationalauswahl; Mesnier, der drei davon bestritt und 1909 zudem noch für die USFSA-Auswahl spielte, hatte bereits bei seinem Debüt im März 1903 (4:11 gegen Corinthian FC) einen Treffer erzielt, ehe auf britischer Seite G. O. Smith mit insgesamt neun Toren die vorübergehende französische Führung noch umdrehte.
Mesnier stand in den ersten vier offiziellen Länderspielen (1904–1906) in der Elf, absolvierte sein fünftes Match dann erst zwei Jahre später. Es folgte eine dreijährige Unterbrechung, die mit dem Ausschluss der USFSA aus dem Weltverband und der Übernahme der französischen Mitgliedschaft durch den Comité Français Interfédéral (Mitte 1909) zusammenhing. Ab März 1911 bestritt der Angreifer dann aber die nächsten neun Begegnungen der Franzosen in Serie und gehörte aufgrund seiner Erfahrung zu den stärksten Akteuren. Insgesamt hat er es auf fünf Länderspiele gegen Belgien, je drei gegen Italien und die Schweiz sowie je eins gegen die Niederlande, die englische Amateurauswahl und Luxemburg gebracht. Gegen Letztgenannte schoss er zwei Tore zum 4:1-Sieg, und auch zum frühesten „Highlight“ der französischen Länderspielhistorie, dem 4:3-Sieg in Turin gegen Italien (März 1912), steuerte er einen Treffer bei. 1905 gegen die Eidgenossen fiel „Didi“ auch durch seine Spieltracht auf: weil die USFSA-Funktionäre keine elf schwarzen Knickerbocker dabei hatten, trug der Stürmer eine lange weiße Unterhose zum damals ebenfalls noch weißen Trikot.

## Palmarès
- Französischer Meister: offizielle Landesmeisterschaften gibt es in Frankreich erst seit 1932/33
- Landesmeister des Championnat de France der USFSA: Fehlanzeige, aber Finalist 1906 und 1909
- Gewinner der Trophée de France des CFI: 1911, 1913
- Französischer Pokalsieger: 1920
- 14 A-Länderspiele (6 Treffer) für Frankreich; erster Torschütze der französischen Länderspielgeschichte